# 桃園市立桃園國民中學

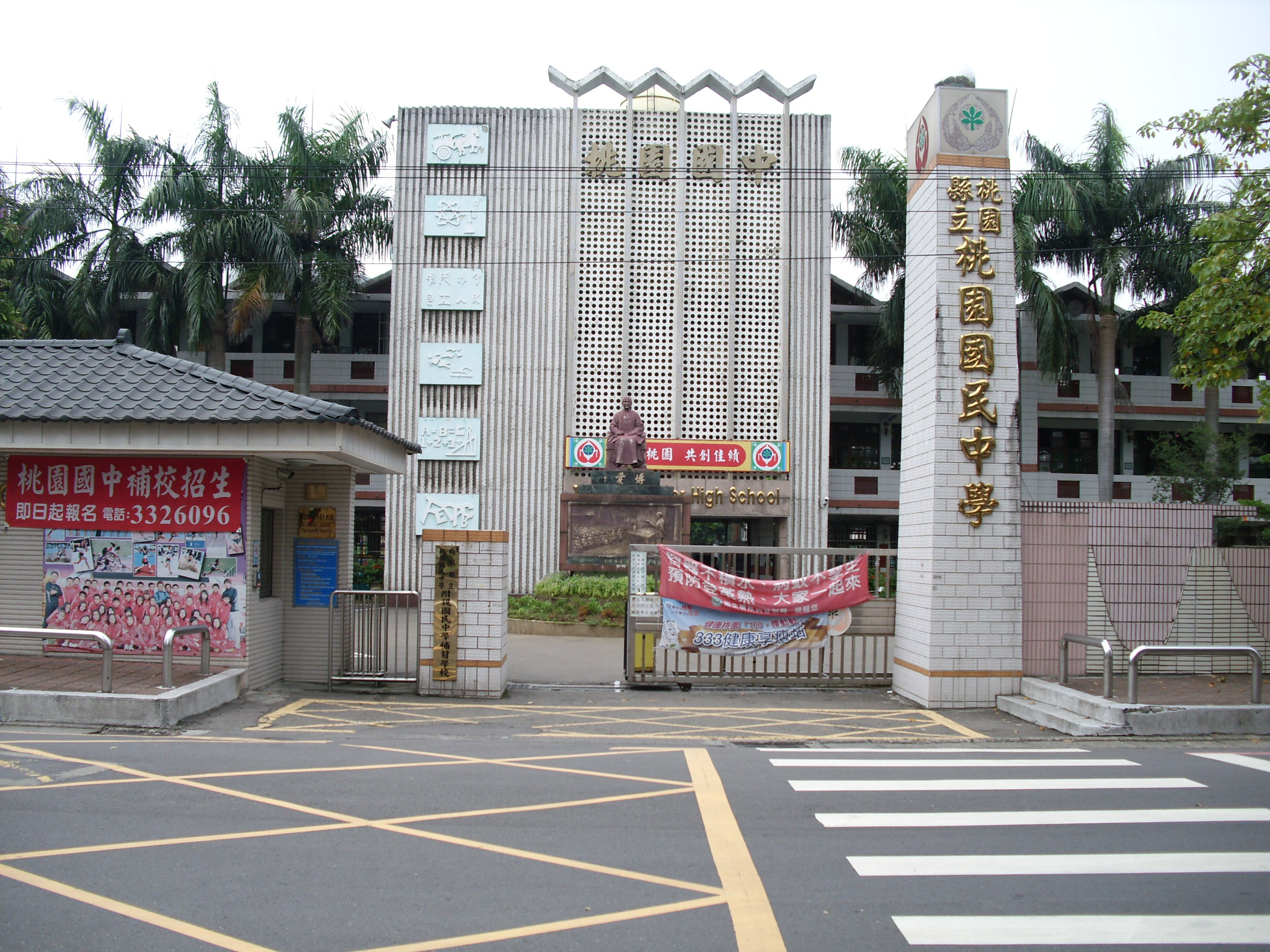
桃園市立桃園國民中學

桃園市立桃園國民中學（英文全稱：Taoyuan Junior High School），簡稱桃園國中、桃中，位於台灣桃園市桃園區。

## 校園歷史

### 演變與發展
- 1968年：成立桃園縣立桃園國民中學籌建委員會。
- 1969年：7月成立桃園縣立桃園國民中學。
- 1973年：成立附設中級補習學校。
- 1974年：省教育廳指定為桃園縣國民中學發展中心
- 1980年：學區內成立中興國中，班級數開始減班。同年獲縣政府指定為田徑運動長期培養優秀運動人才專項推展學校。
- 1985年：奉准成立體育班及美術班。[1]
- 1986年：奉准成立集中式特教班。
- 1994年：學區內成立慈文國中，班級數開始減班。
- 2002年：奉准成立英語實驗班。
- 2014年：12月25日，因應桃園縣升格改制為直轄市，更名為桃園市立桃園國民中學。
- 2016年：奉准成立數理資優班。[2]

### 歷任校長
| 任期 | 姓名       | 任職日期  | 離職日期  | 異動原因                                                   |
| ---- | ---------- | --------- | --------- | ---------------------------------------------------------- |
| 1    | 楊敏烈先生 | 1969年7月 | 1984年7月 | 原台灣省立武陵高級中學學務主任升任，屆齡退休。             |
| 2    | 劉玉勳先生 | 1984年8月 | 1995年7月 | 原桃園縣立平鎮國民中學校長轉任，調回原校。                 |
| 3    | 周耀津先生 | 1995年8月 | 1999年2月 | 原桃園縣立平鎮國民中學校長轉任，屆齡退休。                 |
| 4    | 徐傑添先生 | 1999年8月 | 2007年7月 | 原桃園縣立凌雲國民中學校長轉任，屆齡退休。                 |
| 5    | 詹智源先生 | 2007年8月 | 2010年2月 | 原桃園縣立內壢國民中學校長轉任，任內退休。                 |
| 6    | 曾志宏先生 | 2010年8月 | 2013年7月 | 原桃園縣立建國國民中學校長轉任，任內退休。                 |
| 7    | 劉漢癸先生 | 2013年8月 | 2016年7月 | 原桃園縣立仁美國民中學校長轉任，任內退休。                 |
| 8    | 陳寶慧女士 | 2016年8月 | 2022年7月 | 原桃園市立幸福國民中學校長轉任，調任桃園市立福豐國民中學。 |
| 9    | 蘇品如女士 | 2022年8月 | 現任      | 原桃園市立自強國民中學校長轉任。                           |

## 學區
文化里、文昌里、文明里、中興里、永興里、光興里、西門里、西湖里、長美里、南華里、中成里（第13－17、19鄰）、中和里（第1－4、6、8、10鄰）、玉山里（第1、4－24、26鄰）、永安里（第1－4、6－7鄰）【為桃園國中、慈文國中共同學區】、永安里（第5、10－12、14－16、20－26鄰）、武陵里（第4鄰）【民族路橋以西】、南門里（第10－19、21、22、24－27鄰）、泰山里（第2－18、20鄰）。

## 學校週邊
- 桃園市政府
- 桃園區公所
- 西門國小
- 南門國小
- 桃園國小
- 成功國小

## 知名校友
- 楊朝偉：現任桃園市議會議員。
- 邱素芬：前任桃園市議會議員。
- 鄒淑霞：前東森購物台購物專家，曾任真相電視台記者兼新聞主播及民視新聞記者、主播。
- Onion Man：知名YouTube圖文作家。
- 馬維欣：台灣女演員、電視節目主持人。
- 莊佳佳：前任桃園市政府體育局局長，女子跆拳道選手。
- 蘇品如：為該校第九任校長，曾任自強國中校長。